# A rút kiskacsa és én (film)
A rút kiskacsa és én (eredeti cím: Den grimme ælling og mig) 2006-ban bemutatott dán 3D-s számítógépes animációs kalandfilm, amelynek a rendezői Michael Hegner és Karsten Kiilerich, az írói Mark Hodkinson, Karsten Kiilerich és Michael Hegner, a zeneszerzője Jacob Groth. 
Az A. Film A/S gyártásában készült, az Eagle Pictures forgalmazásában jelent meg. Dániában 2006. október 6-án mutatták be, Magyarországon pedig 2007-ben mutatták be.

## Szereplők
| Szereplő                                                                                              | Eredeti hang                 | Magyar hang                           |
| --- | ---------------------------- | ------------------------------------- |
| Rágó                                                                                                  | Morgan C. Jones              | Rosta Sándor                          |
| Wesley                                                                                                | Paul Tylak                   | Seder Gábor                           |
| Phyllis                                                                                               | Anna Olson                   | Kerekes Andrea                        |
| Frank                                                                                                 | Morgan C. Jones              | Vass Gábor                            |
| Stan                                                                                                  | Gary Hetzler                 | Szokol Péter                          |
| Csibék                                                                                                | Danna Davis                  | Talmács Márta Kántor Kitty Dene Tamás |
| Esmeralda                                                                                             | Barbara Bergin               | Némedi Mari                           |
| Peep Olga                                                                                             | Michelle Read                | F. Nagy Erika                         |
| Daphne                                                                                                | Hilary Cahill                | Csondor Kata                          |
| Ruti                                                                                                  | Kim Larney                   | Penke Bence                           |
| Lou                                                                                                   | Laurann Rabbitt              | Penke Soma                            |
| Emmy                                                                                                  | Aoife Murray                 | Molnár Ilona                          |
| Jessie                                                                                                | Aileen Mythen                | Ruttkay Laura                         |
| Ernie                                                                                                 | Drew Lucas                   | Faragó András                         |
| Will                                                                                                  | Hope Brown                   | Janovics Sándor                       |
| Ruti tinédzserkorában                                                                                 | Wilson Gonzalez Ochsenknecht | Láng Balázs                           |
| Sirály                                                                                                | Stephan Schleberger          | Tóth Roland                           |
| Tyúk                                                                                                  | Michaela Kametz              | Andresz Kati                          |
| További magyar hangok:                                                                                |                              |                                       |
| Bor László, Garamszegi Gábor, Kisfalusi Lehel, Magyar Bálint, Presits Tamás, Réti Szilvia, Sági Tímea |                              |                                       |